# Lijst van Tsjechische ministers van Buitenlandse Zaken
Dit is een lijst van ministers van Buitenlandse Zaken van de Tsjechische Republiek.

## Ministers van Buitenlandse Zaken van Tsjechië (1993–heden)
| Minister van Buitenlandse Zaken | Minister van Buitenlandse Zaken | Minister van Buitenlandse Zaken | Ambtstermijn     | Ambtstermijn     | Partij(en)                 | Premier(s)                   | Kabinet(ten) |
| ------------------------------- | ------------------------------- | ------------------------------- | ---------------- | ---------------- | -------------------------- | ---------------------------- | ------------ |
|                                 |                                 | Josef Zieleniec (1946)          | 1 januari 1993   | 23 oktober 1997  | ODS                        | Václav Klaus (1993–1997)     | V. Klaus I   |
| V. Klaus II                     |                                 | Josef Zieleniec (1946)          | 1 januari 1993   | 23 oktober 1997  | ODS                        | Václav Klaus (1993–1997)     |              |
|                                 | Jaroslav Šedivý                 | Jaroslav Šedivý (1929–2023)     | 23 oktober 1997  | 17 juli 1998     | O                          | Václav Klaus (1993–1997)     |              |
| O                               | Jaroslav Šedivý                 | Jaroslav Šedivý (1929–2023)     | 23 oktober 1997  | 17 juli 1998     | Josef Tošovský (1997–1998) | Tošovský                     |              |
|                                 | Jan Kavan                       | Jan Kavan (1946)                | 17 juli 1998     | 12 juli 2002     | ČSSD                       | Miloš Zeman (1998–2002)      | Zeman        |
|                                 | Cyril Svoboda                   | Cyril Svoboda (1956)            | 12 juli 2002     | 16 augustus 2006 | KDU-ČSL                    | Vladimír Špidla (2002–2004)  | Špidla       |
| Stanislav Gross (2004–2005)     | Cyril Svoboda                   | Cyril Svoboda (1956)            | 12 juli 2002     | 16 augustus 2006 | KDU-ČSL                    | Gross                        |              |
| Jiří Paroubek (2005–2006)       | Cyril Svoboda                   | Cyril Svoboda (1956)            | 12 juli 2002     | 16 augustus 2006 | KDU-ČSL                    | Paroubek                     |              |
|                                 | Alexandr Vondra                 | Alexandr Vondra (1961)          | 16 augustus 2006 | 9 january 2007   | O                          | Mirek Topolánek (2006–2009)  | Topolánek I  |
|                                 | Karel Schwarzenberg             | Karel Schwarzenberg (1937–2023) | 9 january 2007   | 9 mei 2009       | O                          | Mirek Topolánek (2006–2009)  | Topolánek II |
|                                 | Jan Kohout                      | Jan Kohout (1961)               | 9 april 2009     | 28 juni 2010     | ČSSD                       | Jan Fischer (2009–2010)      | Fischer      |
|                                 | Karel Schwarzenberg             | Karel Schwarzenberg (1937–2023) | 28 juni 2010     | 25 juni 2013     | TOP 09                     | Petr Nečas (2010–2013)       | Nečas        |
|                                 | Jan Kohout                      | Jan Kohout (1961)               | 25 juni 2013     | 17 januari 2014  | O                          | Jiří Rusnok (2013–2014)      | Rusnok       |
|                                 | Lubomír Zaorálek                | Lubomír Zaorálek (1956)         | 17 januari 2014  | 6 december 2017  | ČSSD                       | Bohuslav Sobotka (2014–2017) | Sobotka      |
|                                 | Martin Stropnický               | Martin Stropnický (1956)        | 6 december 2017  | 28 juni 2018     | ANO                        | Andrej Babiš (2017–2021)     | Babiš I      |
|                                 | Jan Hamáček                     | Jan Hamáček (1978)              | 28 juni 2018     | 16 oktober 2018  | ČSSD                       | Andrej Babiš (2017–2021)     | Babiš II     |
|                                 | Tomáš Petříček                  | Tomáš Petříček (1981)           | 16 oktober 2018  | 12 april 2021    | ČSSD                       | Andrej Babiš (2017–2021)     | Babiš II     |
|                                 | Jan Hamáček                     | Jan Hamáček (1978)              | 12 april 2021    | 21 april 2021    | ČSSD                       | Andrej Babiš (2017–2021)     | Babiš II     |
|                                 | Jakub Kulhánek                  | Jakub Kulhánek (1984)           | 21 april 2021    | 28 november 2021 | ČSSD                       | Andrej Babiš (2017–2021)     | Babiš II     |
|                                 | Jan Lipavský                    | Jan Lipavský (1985)             | 28 november 2021 | heden            | Piratenpartij              | Petr Fiala (2021–heden)      | Fiala        |

Minister-president · Arbeid en Sociale Zaken · Binnenlandse Zaken · Buitenlandse Zaken · Cultuur · Defensie · Financiën · Industrie en Handel · Justitie · Landbouw · Milieu · Onderwijs, Jeugd en Lichamelijke Opvoeding · Regionale Ontwikkeling · Verkeer · Volksgezondheid · zonder portefeuille

Voormalige ministeries: 

Informatica